# Dia Internacional em Memória das Vítimas da Escravidão e do Tráfico Transatlântico de Escravos
Dia Internacional em Memória das Vítimas da Escravidão e do Tráfico Transatlântico de Escravos é uma efeméride internacional das Organização das Nações Unidas (ONU) designada em 2007 para ser celebrada em 25 de março de cada ano.
O dia homenageia e relembra aqueles que sofreram e morreram em consequência do comércio de escravos no Atlântico, chamado de “a pior violação dos direitos humanos da história”, no qual, ao longo de 400 anos, mais de 15 milhões de homens, mulheres e crianças foram vítimas. O Dia Internacional também “visa aumentar a conscientização sobre os perigos do racismo e do preconceito atualmente”.

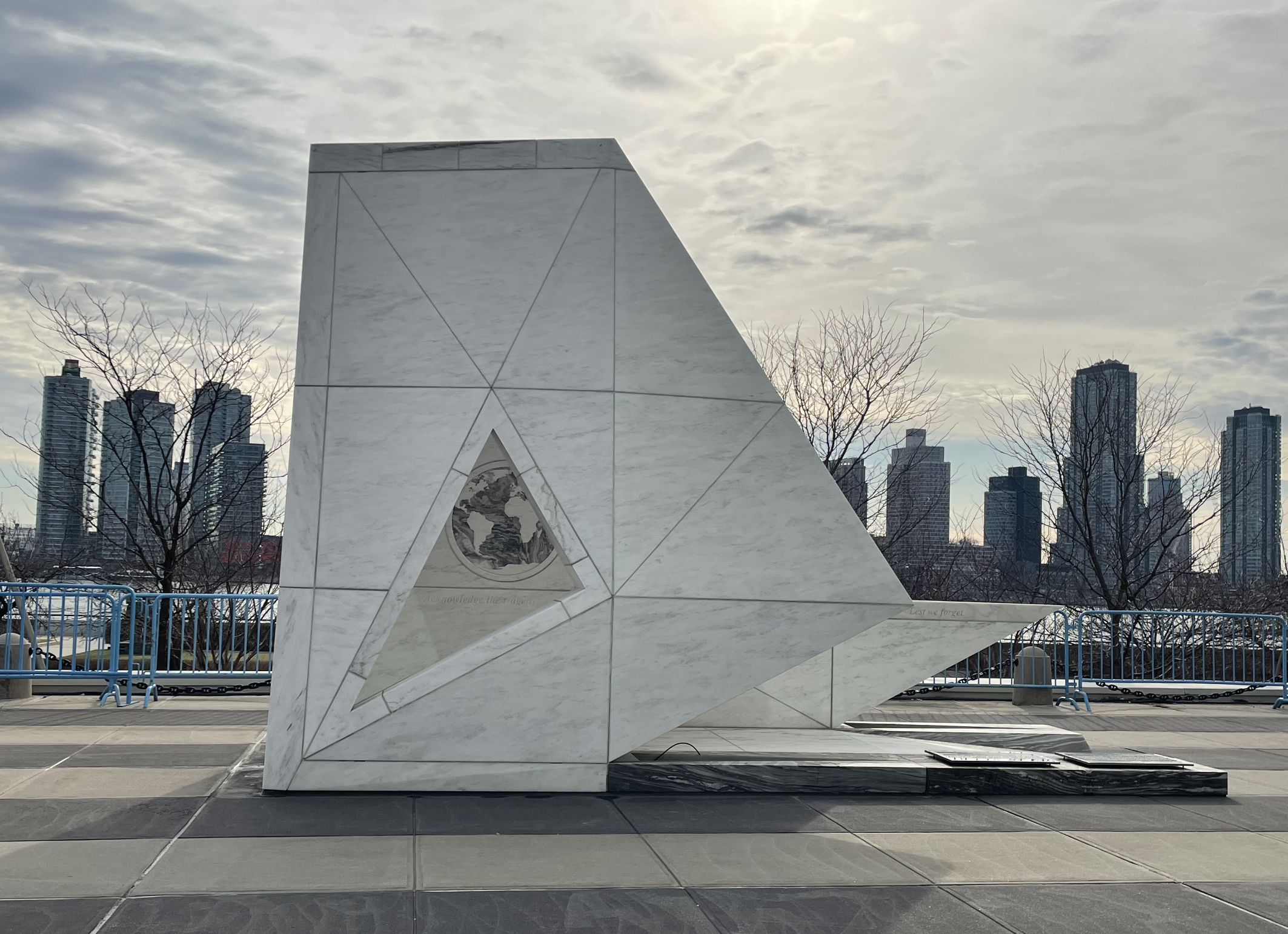
A Arca do Retorno, o monumento em homenagem às vítimas da escravidão e do tráfico transatlântico de escravos, localizado na sede das Nações Unidas, em Nova Iorque, e projetado por Rodney Leon.

Foi observado pela primeira vez em 2008 com o tema “Quebrando o silêncio, para que não nos esqueçamos”. O tema de 2015 foi “Mulheres e escravidão”. Esse ano também foi marcado pelo início da Década Internacional de Afrodescendentes, como também pela inauguração de um memorial permanente na sede da ONU em Nova Iorque intitulado The Ark of Return (em tradução livre do inglês: "A Arca do Retorno") e projetado pelo arquiteto haitiano-americano Rodney Leon, que também projetou o Monumento Nacional do Cemitério Africano.